# Micrasema borneense
Micrasema borneense är en nattsländeart som beskrevs av Banks 1931. Micrasema borneense ingår i släktet Micrasema och familjen bäcknattsländor. Inga underarter finns listade i Catalogue of Life.